# 樋島
樋島（ひのしま/Hinoshima）は、熊本県上天草市龍ヶ岳町に属する島である。本項ではかつて同区域に所在した天草郡樋島村（ひのしまむら）についても述べる。

## 概要
天草上島の南部の八代海に位置する周囲が約12キロメートル、総面積が約3.46平方キロメートルの島である。天草上島には坊主島と椚島にかかる唯一の橋である長さ174メートルの樋島大橋を通って渡ることができる。
古くから水が豊富な島であり、景行天皇が九州巡幸の帰りに水を補給した伝説から「水島」の別名がある。また、空海が訪れた際の逸話である「筆投げ伝説」も残されている。1661年から1866年までは、樋島村の藤田家が大庄屋（役人）として天草全土を担当し、現在でも大庄屋跡が残されている。
牧島や御所浦島などと同様に古生物の化石が出土することでも知られ、本島でもアンモナイトやイノセラムスなどが発見されている。
八代海と有明海の一帯は日本でも有数の大規模な干潟を有しており、樋島の干潟もニンジンイソギンチャク、ナメクジウオ、ミドリシャミセンガイなどの生息地である。

## 人口
- 2015年 ‐ 1,140人[1]

## 歴史
- 1889年（明治22年）4月1日 - 町村制の施行に伴い、樋島村が単独で自治体を形成。
- 1954年（昭和29年）7月1日 - 樋島村が高戸村・大道村と合併して龍ヶ岳村が発足。同町の大字となる。
- 1959年（昭和34年）4月1日 - 龍ヶ岳村が町制施行し、龍ヶ岳町と改称。
- 2004年（平成16年）3月31日 - 龍ヶ岳町が大矢野町・松島町・姫戸町と合併して上天草市が発足。同市龍ヶ岳町樋島となる。

## 交通機関
- 山畑運輸：三角（宇城市） - 棚底（天草市）　1日2航海。
- 産交バス：松島 - 上天草病院線

## 学校
- 上天草市立樋島小学校（2011年閉校）

## 史跡
- 安向山観乗寺（県内でも有数の浄土真宗の寺院とされる）[1]
- 不動神社[1]
- 大庄屋跡[1]

## イベント
- 奉納相撲・赤ちゃん泣き相撲[1]